# Atropoides
Atropoides picadoi, também conhecida como víbora-saltona-de-Picado, é uma espécie de serpente venenosa, uma víbora-de-fossetas da subfamília Crotalinae da família Viperidae. Esta espécie é endémica da América Central. Não há subespécies reconhecidas como válidas. É monotípica no género Atropoides.

## Etimologia
O epíteto específico, picadoi, honra o herpetólogo costa-riquenho Clodomiro Picado Twight.

## Descrição
Os adultos de A. picadoi atingem normalmente um comprimento total (incluido a cauda) entre 75 e 95 cm com um máximo de 120.2 cm. A. picadoi é extremamente corpulenta, embora menos do que  A. mexicanus.

## Distribuição geográfica
Atropoides picadoi é encontrada nas montanhas da Costa Rica e do ocidente do Panamá a altitudes entre os 50 e os 1500 metros. A sua distribuição geográfica inclui a Cordilheira de Tilarán, a Cordilheira Central, e a Cordilheira de Talamanca. A localidade-tipo indicada é "La Palma, Província de San José, Costa Rica, 4500 pés".